# Ріта Кюне
Ріта Кюне (-Андріх, -Шиманн) (нім. Rita Kühne (-Andrich, -Schiemann); нар. 5 січня 1947) — німецька легкоатлетка, яка спеціалізувалася в бігу на короткі дистанції.

## Із життєпису
Виступала за збірну НДР.
Олімпійська чемпіонка в естафеті 4×400 метрів (1972).
Чемпіонка Європи в естафеті 4×400 метрів (1971).
Дворазова переможниця Кубків Європи в естафеті 4×400 метрів (1973, 1975).
Ексрекордсменка світу в естафеті 4×400 метрів (співавторка трьох ратифікованих рекордів).
За освітою — креслярка у машинобудуванні.

## Основні міжнародні виступи
| Рік  | Змагання                      | Місто     | Місце | Дисципліна | Примітки |
| ---- | ----------------------------- | --------- | ----- | ---------- | -------- |
| 1967 | Європейські ігри в приміщенні | Прага     | 2заб3 | 400 м      |          |
| 1968 | Європейські ігри в приміщенні | Мадрид    | 1заб3 | 400 м      |          |
| 1971 | Чемпіонат Європи              | Гельсінкі | 8     | 400 м      |          |
| 1971 | 1                             | 4×400 м   |       |            |          |
| 1972 | Олімпійські ігри              | Мюнхен    | 1     | 4×400 м    |          |
| 1973 | Кубок Європи                  | Единбург  | 1     | 4×400 м    |          |
| 1975 | Кубок Європи                  | Ніцца     | 1     | 4×400 м    |          |

## Визнання
- Кавалер Ордена «За заслуги перед Вітчизною» II ступеня (1972)
- Кавалер Ордена «За заслуги перед Вітчизною» III ступеня (1971)